# Pentini
Pentini, auch Pentjeni (Eigenname), war ein altägyptischer König (Pharao) in der Zweiten Zwischenzeit.
Pentini (der von Thinis) ist nur von einer Stele bekannt, die man in Abydos fand. Es ist vermutet worden, dass er zu einer Dynastie von Herrschern gehört, die am Ende der 13. Dynastie in Abydos regierten, doch ist dies umstritten. Der Turiner Königspapyrus nennt ihn nicht.